# Lichter Laaie
Lichter Laaie was een Nederlandse band in de periode 1996-2003. Ze zijn bekend geworden door de singles Slapeloze nachten en Zo'n mooie planeet.
Bezetting:
- Kees van de Giessen basgitaar
- Rowin Schumm zang
- Stefan Blankestijn gitaar
- Tjaart Venema toetsinstrumenten
- Wil Boerboom drums

## Singles
| Single met eventuele hitnotering(en) in de Nederlandse Top 40 | Datum van verschijnen | Datum van binnenkomst | Hoogste positie | Aantal weken | Opmerkingen              |
| ------------------------------------------------------------- | --------------------- | --------------------- | --------------- | ------------ | ------------------------ |
| Soms zo weinig woorden                                        | 1998                  | -                     |                 |              | #86 in de Single Top 100 |
| Slapeloze nachten                                             | 1999                  | -                     |                 |              | #75 in de Single Top 100 |
| Overleven                                                     | 2000                  | -                     |                 |              | #52 in de Single Top 100 |
| Zoenen met de koningin                                        | 2001                  | -                     |                 |              | #94 in de Single Top 100 |
| Zo'n mooie planeet                                            | 2001                  | -                     |                 |              | #44 in de Single Top 100 |
| Het is zo                                                     | 2002                  | -                     |                 |              | #36 in de Single Top 100 |

## Albums
De band maakte twee albums:
| Album                                                          | Label                | Cat#         | Jaar |
| -------------------------------------------------------------- | -------------------- | ------------ | ---- |
| Wacht Tot Het Rode Licht Gedoofd Is Er Kan Nog Een Trein Komen | ABCD                 | ABCD 30220-2 | 1999 |
| Zoenen Met De Koningin                                         | Lichterlaaie Records | Tes 20121    | 2001 |